# Lysandra semitribasijuncta
Lysandra semitribasijuncta är en fjärilsart som beskrevs av Bright och Leeds 1938. Lysandra semitribasijuncta ingår i släktet Lysandra och familjen juvelvingar. Inga underarter finns listade i Catalogue of Life.